# Norsk elghund

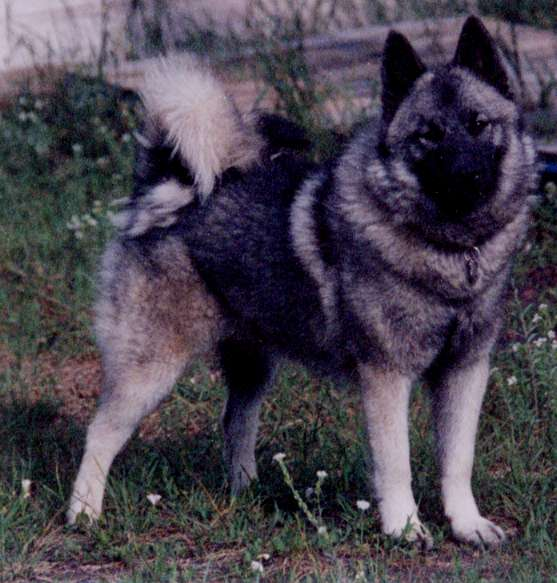

Il Norsk Elghund è un cane originario della Norvegia impiegato per la caccia all'alce e per il traino delle slitte.
Secondo la nomenclatura della FCI, esistono due razze di Norsk Elghund: il Norsk Elghund grigio ed il Norsk Elghund nero.